# Villa Mon Repos
La Villa Mon Repos è una villa situata sull'isola di Corfù, in Grecia, che fu costruita dal Frederick Adam, nonché Governatore britannico delle Isole Ionie, per poi divenire residenza reale nel 1864, quando il Regno di Grecia acquisì le isole britanniche. Divenne così residenza estiva della Casa reale greca, inoltre alla Mon Repos nacquero alcuni principi reali, come il principe Filippo, duca di Edimburgo .

## Storia

La Villa Mon Repos nel 1896

Quando Sir Frederick Adam, secondo Governatore britannico delle Isole Ionie, arrivò a Corfù nel 1818, fece costruire la Villa Mon Repos su un sito dove erano già noti importanti resti antichi, un appezzamento di terreno che ben si adattava allo stile Regency inglese del giardino, con i suoi tratti classici in voga nel XIX secolo. Tuttavia, la scarsità d'acqua richiedeva piante mediterranee ; la costruzione durò dal 1821 al 1832 e quando Adam fu nominato Governatore di Madras nel 1832 , Mon Repos fu trasformata in una residenza estiva per i rappresentanti di Londra. Dopo l'annessione delle Isole Ionie al Regno di Grecia nel 1864, il palazzo fu acquistato da re Giorgio I deli Elleni  che lo chiamò "Mon Repos" , "Mio riposo". La famiglia reale vi faceva visita regolarmente durante l'estate e diversi discendenti membri della Casa reale vi nacuqeo : il principe Giorgio nel 1869, la principessa Alessandra nel 1870 , il principe Filippo, poi duca di Edimburgo e consorte di Elisabetta II, nel 1921  e la principessa Alessia, primogoenita del re Costantino II, nel 1965 . Fu anche a Mon Repos che la principessa Maria di Grecia e dil granduca Georgij Michajlovič Romanov si sposarono nel 1900 .

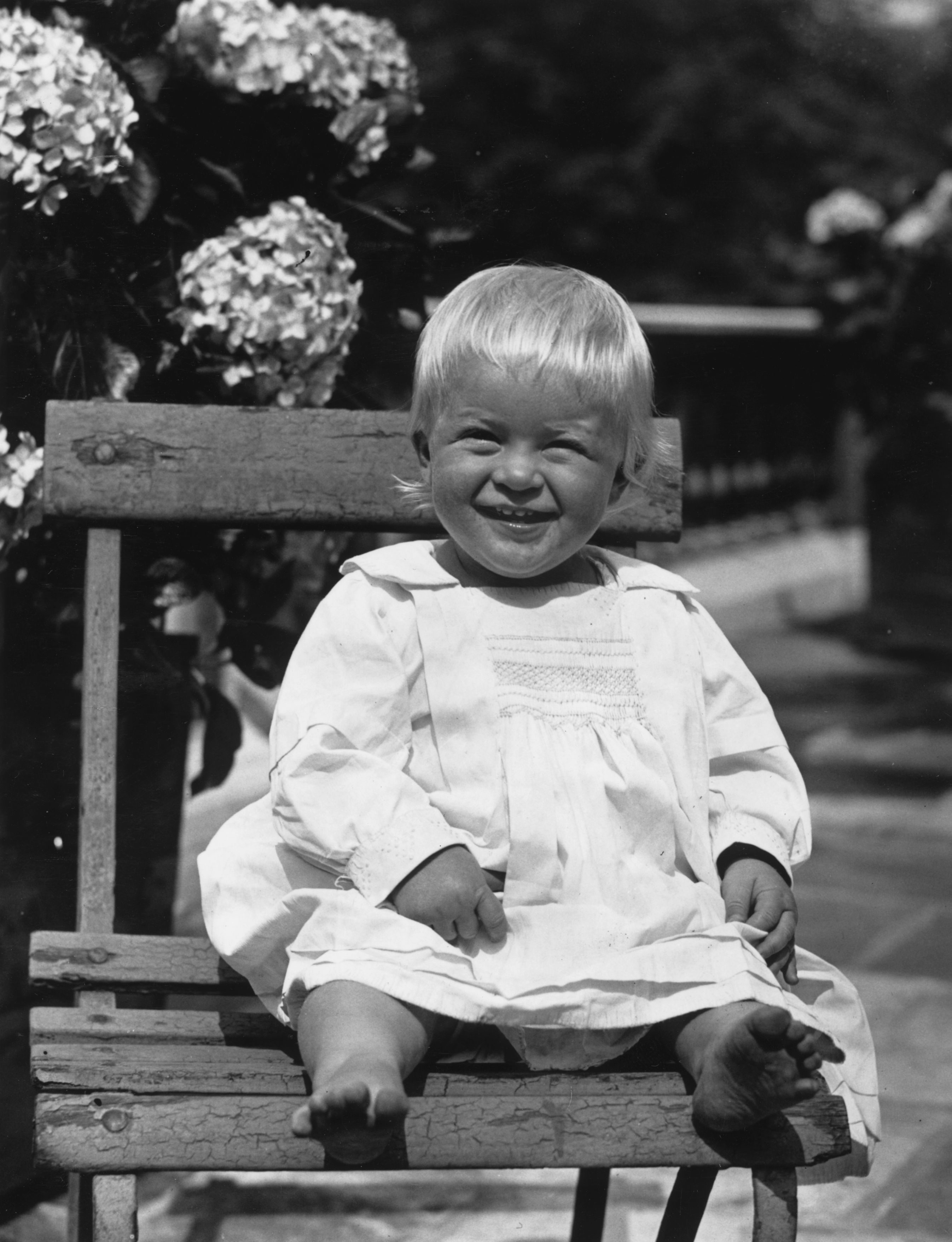
Filippo di Grecia nella villa nel 1922

Il pittore impressionista John Singer Sargent soggiornò nella villa per sei settimane nell'autunno del 1909, accompagnato dalla sorella Emily, dalla sua amica Eliza Wedgwood e da Wilfrid e Jane de Glehn . Lì dipinse, tra le altre opere, un acquerello, "Luci e ombre, Corfù", ora al Museum of Fine Arts, Boston; "un giardino a Corfù" e tante altre opere . Durante la Seconda guerra mondiale, Mon Repos fu occupata dagli italiani e divenne la residenza del Governatore delle Isole Ionie, Piero Parini . Dopo il colpo di stato del 1967 e la fine della monarchia greca, la proprietà rimase chiusa dal 1974 al 1992 mentre l'ex re Costantino II di Grecia tentò di recuperarla , presentando un reclamo contro il suo paese alla Corte europea dei diritti dell'uomo; la Corte obbligò la Repubblica ellenica a risarcire l'ex sovrano ed a non restituirgli i beni . Nel 1994 lo sviluppo del parco fu trasferito al Comune di Corfù. Oggi Mon Repos è un museo che ospita resti archeologici provenienti dalle Isole Ionie .